# لی جین
لی جین (به انگلیسی: Lee Jin)(زاده ۲۱ مارس ۱۹۸۰) خواننده، بازیگر کره‌ای است.